# Nigerias Menschenrechtssituation
Auf internationaler Ebene ist Nigeria an internationale Menschenrechtsstandards gebunden und war Unterzeichner der Kairoer Erklärung der Menschenrechte im Islam. Dennoch wird die Menschenrechtssituation in Nigeria als unbefriedigend charakterisiert, was sich nicht zuletzt in den oben aufgeführten Indizes ungünstig niederschlägt, vor allem hinsichtlich der Gefängnisse, der polizeilichen Übergriffe und der Repression gegen queere Menschen.

## Häftlinge
Die Situation der Häftlinge in den Gefängnissen ist nach Angaben von Amnesty International problematisch. Unmenschliche oder erniedrigende Behandlung auf Polizeiwachen und in Gefängnissen gehören demnach zur Tagesordnung. Die Gefängnisse sind nach wie vor überbelegt. Aufgrund mangelhafter hygienischer Verhältnisse und Ernährung erkranken die Insassen in vielen Fällen an Tuberkulose, HIV und anderen schweren Infektionskrankheiten. Daher ist die Sterblichkeitsquote in den Anstalten sehr hoch. Generell sind die Gefangenen medizinisch unterversorgt; politischen Gefangenen wird auch bei schweren Erkrankungen die ärztliche Behandlung verweigert. Folter und Misshandlung politischer Gefangener, aber auch Straftatverdächtiger, durch Soldaten oder Polizei sind in Nigeria nach Angaben von Menschenrechtsorganisationen eher die Regel als die Ausnahme. Die Opfer werden direkt bei der Verhaftung gefoltert oder misshandelt, auch mit dem Ziel, Geständnisse zu erpressen. Das UN-Übereinkommen gegen Folter und andere grausame, unmenschliche oder erniedrigende Behandlung oder Strafe hat Nigeria jedoch unterzeichnet und mittlerweile auch ratifiziert.

## Hinrichtungen

### 1,200 Hinrichtungen unter Militärdiktaturen
Unter den Militärregierungen, d. h. vor 1999, war die Anzahl der Hinrichtungen in Nigeria hoch, vor allem im Norden des Landes. Nach 1983 wurden über 1.200 Todesurteile vollstreckt. Allein im Jahr 1997, unter dem Diktator Abacha, wurden in Nigeria 33 Menschen hingerichtet und 43 zum Tode verurteilt. Im muslimisch geprägten Norden Nigerias kann die Todesstrafe auch bei Minderjährigen angewandt werden, da dort seit der Jahrtausendwende das islamische Recht, die Scharia, gilt. Zu den Hingerichteten zählte auch der 17-jährige Chidiebere Onuoha, der im Juli 1997 vor Tausenden von Schaulustigen öffentlich erschossen wurde.

### Keine Hinrichtungen seit 2016
In der IV. Republik wurden weiterhin Todesurteile verhängt, aber selten vollstreckt. Die letzte Hinrichtung (Stand Februar 2023) fand 2016 statt, als drei Männer für Mord und Raub gehängt wurden. Frühere Hinrichtungen fanden 2014 (54), 2013 (4) und 2006 (4) statt. Über 3,000 Häftlinge warten 2023 auf ihre Hinrichtung, darunter der wegen Mordes an seiner Familie verurteilte Däne Peter Nielsen.

## Auspeitschungen
Zwei TikTok-Komiker wurden im November 2022 öffentlich ausgepeitscht, weil sie ein Video gedreht hatten, das nach Ansicht eines Gerichts im nördlichen Bundesstaat Kano den Gouverneur Abdullahi Umar Ganduje "verleumdet" hatte. Mubarak Isah Muhammad, 26, und Nazifi Muhammad Bala, 23, erhielten jeweils 20 Peitschenhiebe. Zusätzlich wurden die Männer zu einer Geldstrafe von jeweils 10.000 Naira (rund 23 US-Dollar) und zum Fegen des Gerichtsgeländes und der Reinigung der Gerichtstoiletten für 30 Tage verurteilt. Gouverneur Ganduje war 2017 heimlich gefilmt worden, während er von einem vermeintlichen Bauunternehmer mehrere Geldbündel mit 100-US-Dollar-Noten (erkennbar am Bildnis von Benjamin Franklin), mutmaßlich Schmiergeld, annahm und einsteckte.

## LGBT
90 % der Nigerianer befürworten eine gesetzliche Diskriminierung von gleichgeschlechtlichen Partnerschaften (Stand 2017). Dieser Standpunkt wird gleichermaßen von Moslems und Christen vertreten und spiegelt sich im "Same Sex Marriage Act" von 2014 wider. Dieses Gesetz gehört zu den drakonischsten Anti-LGBT-Gesetzen der Welt und kann grundsätzlich auch auf Heterosexuelle angewendet werden, die zum Beispiel bei einer gleichgeschlechtlichen Eheschließungszeremonie im Ausland anwesend oder Zuschauer einer Gay Pride Parade waren und Aufnahmen davon in soziale Netzwerke gestellt haben. Konkreter bedeutet dies für europäische Besucher, dass sich seit 2014 kein nigerianisches Hotel auf einem Webportal oder bei telefonischen Nachfragen z. B. als "lgbt-freundlich" bezeichnen darf.
Das Gesetz über das Verbot der gleichgeschlechtlichen Ehe (Same Sex Marriage Act) verbietet gleichgeschlechtlichen Personen die Eheschließung, die Eingehung einer zivilen Lebensgemeinschaft oder die Inanspruchnahme der Vorteile einer gültigen Ehe. Außerdem verbietet es die öffentliche Zurschaustellung von gleichgeschlechtlichen Beziehungen. Jede Ehe oder Lebensgemeinschaft, die außerhalb Nigerias rechtmäßig geschlossen wurde, wird innerhalb des Landes als ungültig betrachtet, und die damit verbundenen Vorteile werden nicht anerkannt. Das Gesetz definiert die Ehe ausdrücklich als eine Ehe zwischen einem Mann und einer Frau und legt strafrechtliche Sanktionen gegen Personen fest, die verschiedene Veranstaltungen zur Förderung der Homosexualität durchführen, bezeugen oder unterstützen. Das Gesetz verbietet auch die Eintragung gleichgeschlechtlicher Organisationen und die öffentliche Zurschaustellung gleichgeschlechtlicher romantischer Zuneigung. Zu den Strafen gehören Freiheitsstrafen von 10 bis 14 Jahren je nach Vergehen. Betätigungen in nichtstaatlichen oder zivilgesellschaftlichen Gruppen, die sich für schwule Gleichberechtigung einsetzen, werden mit fünf Jahren Gefängnis bestraft.
Das örtliche Scharia-Strafrecht sieht in den zwölf nördlichen Bundesstaaten Nigerias für homosexuelle Menschen die Todesstrafe durch Steinigung vor.

## Polizeigewalt, Selbstjustiz

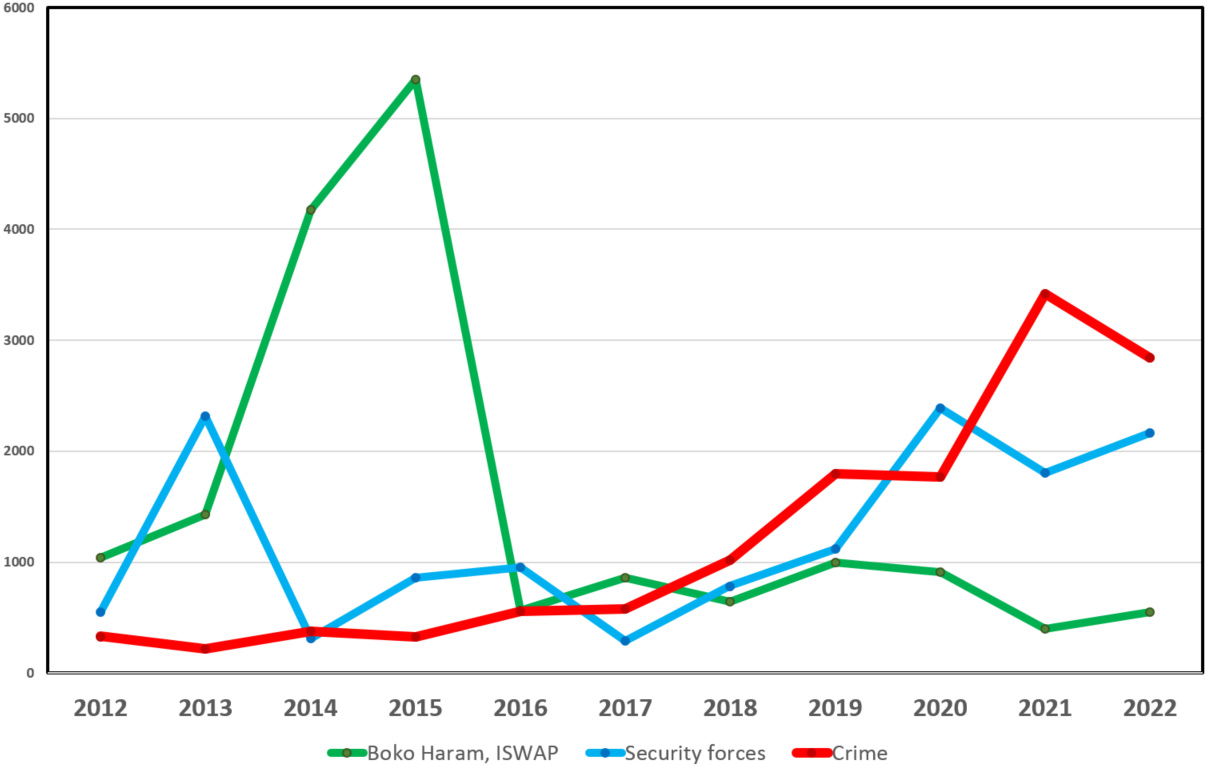
Todesopfer durch 2011–heute (Stand Jan. 2023)

Der Kampf gegen Boko Haram, andere Sektierer und gegen Kriminelle ging mit zunehmenden Polizeiübergriffen einher. Der „Nigeria Security Tracker“ des Council on Foreign Relations zählte in den ersten 12 Monaten seiner Einrichtung im Mai 2011 1.086 Todesopfer durch Boko Haram-Anschläge und 290 Todesopfer durch Polizeigewalt. Innerhalb von 10 Jahren kehrte sich dies um. In den 12 Monaten nach Oktober 2021 starben laut NST 2.193 Menschen durch Polizeigewalt und 498 durch Boko Haram und ISWAP. Die nigerianische Polizei ist berüchtigt für Selbstjustiz, was auch daran liegen könnte, dass Gefängnisse öfters überfallen und die Insassen befreit werden. Mancher Polizist könnte dies darum eventuell bei einigen Verdächtigen von vornherein ausschließen wollen. Es muss angemerkt werden, dass die meisten Todesopfer von Boko Haram und von Kriminellen Sicherheitskräfte sind. Dies wäre eine weitere Erklärung für die stattfindende Selbstjustiz.
Im Dezember 2022 meldete die Nachrichtenagentur Thomson Reuters anhand von 40 Augenzeugenberichten, dass nigerianische Sicherheitskräfte 13 Jahre lang systematisch Kinder ermordet hätten. Auch wären Zwangsabtreibungen vorgenommen worden. Armeechef Irabor bestritt die Vorwürfe und weigerte sich, diese zu untersuchen.

## Das Lekki Tollgate-Massaker 2020

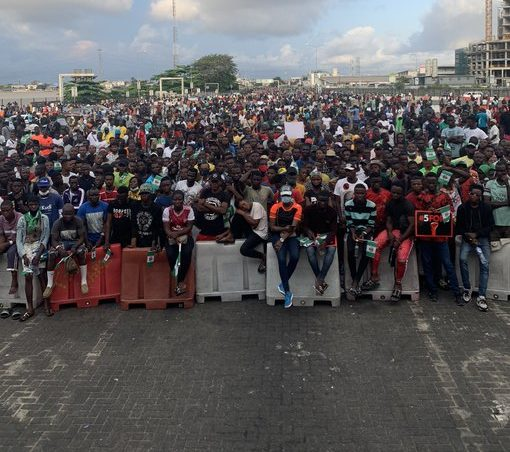
Demonstration gegen Polizeigewalt am Lekki Tollgate, Oktober 2020

Als nigerianische Antwort auf die US-amerikanische Black-Lives-Matter-Bewegung protestierten 2020 vor allem junge, höher gebildete Nigerianer gegen Polizeiübergriffe. Die Sondereinheit SARS (Special Anti-Robbery Squad) stand dabei besonders in der Kritik. Bei einer Demonstration im Oktober 2020 erschossen Sicherheitskräfte am Lekki Tollgate dutzende Teilnehmer. Die Regierung löste die SARS auf und versprach eine Verbesserung der Verhältnisse. Dabei muss bemerkt werden, dass Buharis Informationsminister, Lai Mohammed, die Geschehnisse zuerst leugnete („Fake News“) und in den folgenden Wochen immer nur die Informationen bestätigte, die in den Medien seit dem letzten Dementi nachgewiesen worden waren (bekannt als Salamitaktik). Zentral bei der Aufdeckung der Tragödie waren die Videoaufnahmen, die die Protestteilnehmer mit ihren Smartphones gemacht hatten, sowie die Berichterstattung durch den Nachrichtensender CNN. 